# Ellen Fjæstad
Ellen Elise (Ellen) Fjæstad (Stockholm, 11 februari 1986) is een Zweedse actrice die in Nederland bekend is geworden met de televisierol Eva Strömdahl in de kinderserie Eva & Adam. Fjæstad speelde van 1999 tot en met 2000 in deze serie. In 2001 kwam er ook een film uit met de titel Eva & Adam - Vier verjaardagen en een blunder.
In mei 2006 begon Fjæstad te werken als redacteur voor het tijdschrift Superstar en verslaggever voor de krant Okaj.

## Filmografie
- 1999-2000: Eva en Adam als Eva Strömdahl
- 2001: Eva & Adam - Fyra födelsedagar och ett fiasko
- 2003: Peter Pan II - Return to Neverland als Jane
- 2004: Het Ketchup-Effect (Hiep Hiep Hoera!) als Amanda
- 2006: Over the Hedge als Heather
- 2008: Vampyrer  als Tjej på fest